# Carrhotus harringtoni
Carrhotus harringtoni là một loài nhện trong họ Salticidae. Loài này được phát hiện ở Madagascar.